# Karmalink
Karmalink es una película de ciencia ficción de 2021 dirigida y coescrita por Jake Wachtel en su debut como director de largometrajes. Una coproducción internacional de Camboya y Estados Unidos, es la primera película de ciencia ficción producida en Camboya. Está protagonizada por Leng Heng Prak y Srey Leak Chhith en sus debuts como actores, quienes también trabajaron con Wachtel y el coguionista Christopher Larsen en el desarrollo de la historia y su traducción al jemer. La película está dedicada al actor principal Leng Heng Prak, quien murió antes de su finalización.

## Sinopsis
En Nom Pen en un futuro cercano, una comunidad es amenazada con desalojo para dar paso a un servicio de tren bala a China. Los ricos utilizan nanotecnología para «aumentar» sus experiencias. Por la noche, Leng Heng sueña con sus vidas anteriores y con un Buda de oro macizo, que está convencido ayudará a evitar que desalojen a su familia. Él y el niño de la calle huérfano Srey Leak comienzan una búsqueda del Buda con la esperanza de que proteja a su comunidad.

## Producción

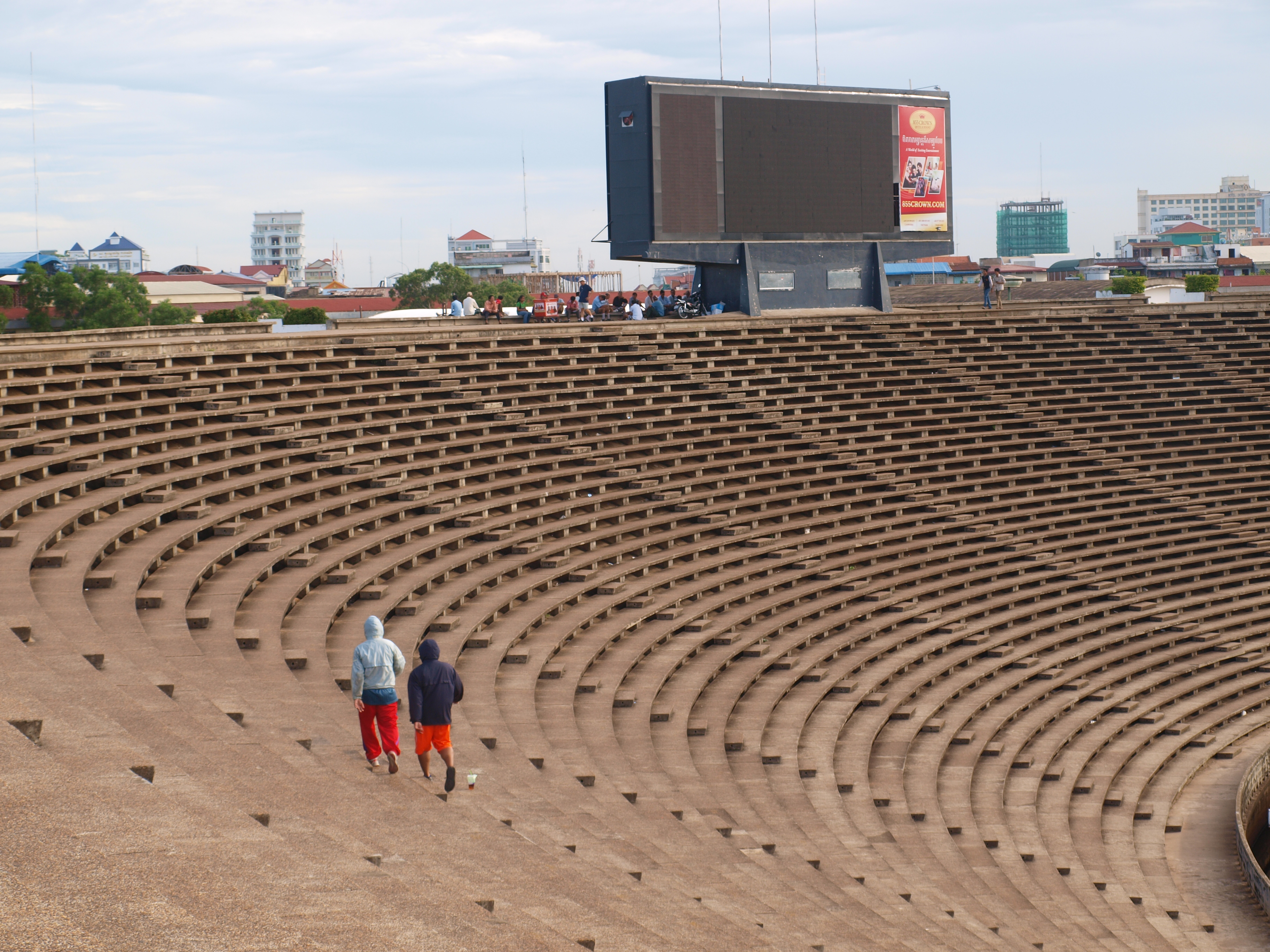
Estadio Olímpico de Nom Pen, uno de los lugares de rodaje.

Wachtel, estadounidense, escribió y dirigió la película después de mudarse a Camboya en 2014 y trabajar con estudiantes locales como parte de Filmmakers Without Borders. Inspirándose en la novela Nunca me abandones de Kazuo Ishiguro, Wachtel ideó una historia de ciencia ficción ambientada en Nom Pen en un futuro cercano. Dos de los estudiantes de Wachtel, Leng Heng Prak y Srey Leak Chhith, fueron la inspiración para los personajes principales. Más tarde fueron elegidos para la película para interpretarlos. Karmalink se desarrolla principalmente en el distrito Tralop Bek de Nom Pen, donde ambos actores crecieron.
Los temas de la película se basan en los conceptos budistas de karma y renacimiento, así como en la inteligencia artificial y la desigualdad económica. Wachtel pasó varios años perfeccionando el guion, trabajando con amigos y colegas camboyanos para garantizar que la cultura local se reflejara adecuadamente. El desplazamiento de 4000 familias alrededor de Boeung Kak también sirvió de inspiración para la historia. La película se rodó principalmente en Nom Pen durante 37 días. Los lugares de rodaje incluyen la estación de tren Royal de Phnom Penh y el estadio olímpico.
Durante la edición de la película, el actor principal Leng Heng Prak murió. La película está dedicada a su memoria.

## Estreno
Karmalink tuvo su estreno mundial como la película de la noche de apertura de la Semana de la Crítica del Festival Internacional de Cine de Venecia de 2021, y también se proyectó en muchos otros festivales, incluido el Festival de Cine de Austin, el Festival Internacional de Cine de Singapur, el Festival Internacional de Cine de Santa Fe, el Sun Valley Film Festival y el Festival de Cine de Glasgow. La película se estrenó en los cines de los Estados Unidos el 15 de julio de 2022 y se estrenó en Camboya el 17 de febrero de 2023.

## Recepción
En el sitio web de agregador de reseñas Rotten Tomatoes, la película tiene un índice de aprobación del 89% según 19 reseñas de críticos, con una calificación promedio de 7.0/10. Metacritic, que utiliza un promedio ponderado, asignó a la película una puntuación de 73 sobre 100, basada en 4 críticos, lo que indica «críticas generalmente favorables».
Richard Kuipers le dio a la película una crítica positiva en Variety, elogiando los lugares de rodaje, los temas, la banda sonora musical y las actuaciones. En Screen Rant, Nadir Samara elogió la cinematografía y el diseño de producción, pero criticó el diálogo y la ejecución de sus temas, y concluyó que la película era «maravillosamente imperfecta». Wendy Ide en Screen Daily también elogió la construcción del mundo de la película y las actuaciones centrales de sus actores no profesionales, y concluyó que «si bien los dos primeros actos son más atractivos y accesibles que el tercero, ya que la película se empantana un poco en sus efectos e ideas, no hay duda de que este es un debut imaginativo y original del director Jake Wachtel».